# سمفونی شماره ۴ (برامس)
سمفونی شماره ۴ در می مینور، اُپوس ۹۸، آخرین اثر سمفونیکِ یوهانس برامس، آهنگساز آلمانی سبک رمانتیک است.
برامس در مورزوشلاگ شروع به کار بر روی قطعه نمود. پس از آن در امپراتوری اتریش-مجارستان، در سال ۱۸۸۴، تنها یک سال پس از اتمام سمفونی شماره ۳، تصنیفِ اثر را به پایان رساند.
نخستین اجرای این سمفونی در ۲۵ اکتبر ۱۸۸۵ در شهر ماینینگن آلمان و به رهبری خود برامس بود. این قطعه، پیش‌تر از این در نسخه‌ای برای اجرا با ۲ پیانو توسط برامس و ایگناز برول در محفلی خصوصی و کوچک، اجرا شده بود. مکس کالبک، دوست نزدیک و زندگی‌نامه‌نویس برامس طی گزارشی نوشته که منتقد موسیقی، ادوارد هانسلیک که در آن زمان به عنوان یکی از ورق‌زنان رپرتوار برای نوازندگان پیانو حاضر بوده‌است، اظهار داشته که در طول اجرای موومان اول، احساس می‌کردم مورد ضرب و شتم دو فرد فوق‌العاده باهوش قرار گرفته‌ام.
این سمفونی سرشار از اشارات متعدد، به ویژه به آهنگ‌ها و ملودی‌های بتهوون است. همچنین، محتمل است که این اثر مصنف، ملهم از نمایشنامه آنتونیوس و کلئوپاترا نیز باشد چرا که برامس در آن زمان در حال بررسی و تحقیق بر روی این اثر بود. موومان اول در فرم سونات است در حالی که دارای برخی از جهت‌گیری‌ها و نگرش ویژه برای بسط و توسعه است. به عنوان مثال، هیچ تکراری در اکسپوزیشن وجود ندارد. بنا بر گفتهٔ مالکوم مک دونالد، موسیقی به شدت ارگانیک و به‌طور مداوم در حال آشکارسازی و رها شدن است.